# 박남철 (시인)
박남철(朴南喆, 1953년 11월 23일(음력 10월 17일) ~ 2014년 12월 6일)은 대한민국의 시인이다.

## 생애
경상북도 영일군 흥해읍 오도2리에서 태어났다. 흥해초등학교, 포항 동지중학교, 동지고등학교 (당시 동지상업고등학교)를 거쳐, 경희대학교 국어국문학과 및 같은 대학원 국어국문학과를 졸업했다.
1979년, 대학교 4학년 때, 《문학과 지성》 겨울호에 시 〈연날리기〉 외 3편을 발표함으로써 작품 활동을 시작하는 동시에, 한광여자상업학교(현 구로여자정보산업고등학교) "2부"(야간부) 국어 교사, 국립 강원대학교 인문대학 국어국문학과 강사 등을 거쳐, 전업 시인으로 활동했다.

## 평가

### 해체시
1979년 등단한 박남철은 이성복, 황지우와 더불어 해체시의 선두 주자로 불렸다.
1980년대 중반부터는 모든 금기를 해체하는 '해체시'로 유명해졌다. 그의 작품은 수사나 시의 구조보다는 형태 파괴, 풍자, 분노 등을 여과 없이 표현한 것으로 유명하다. 특히 〈독자놈 길들이기〉라는 시는 시인과 독자의 관계까지 파괴하는 파격을 보여주었으며, 문학평론가 김수이는 박남철을 "문법 해체를 통해 억압에 저항하려는 문학적 시도"라고 평가 하였다.
이후 여섯 번째 시집인 《바다 속의 흰머리뫼》를 출간하였고, 이 시집은 2005년에 경희문학상을 수상하였다. 이것은 박남철이 등단 27년 만에 처음으로 받은 상으로 알려져 있다. 2008년에는 불교문예작품상을 받았다.

### 비판
2000년대 들어 특정 여성 문인에게 성적 모욕감을 주는 언어 폭력으로 해석되는 글을 공개적으로 게시한 사건으로 기소되었다. 또한 여성 신인 작가를 상대로 성추행 및 폭행을 한 의혹이 있으며 해당 작가에게 고소를 당했다.

## 시집
- 《그러나 나는 살아가리라》, "박덕규와의 공동시집", (청하, 1982년 - ISBN 2006506000337)
- 《지상의 인간》 (문학과지성사, 1984년 - ISBN 893200210X)
- 《반시대적 고찰》 (한겨레, 1988년 / 세계사, 1999년 - ISBN 8933810927)
- 《용의 모습으로 / 박남철 비평시집 I》 (청하, 1990년 -  ISBN 2006506002911)
- 《러시아집 패설》 (청하, 1991년 - ISBN 2006506001099)
- 《생명의 노래》[시선집] (문학세계사, 1992년 - ISBN 8970750150)
- 《자본에 살어리랏다》 (창작과비평사, 1997년 - ISBN 8936421654)
- 《바다 속의 흰머리뫼》 (문학과지성사, 2005년 - ISBN 8932016267)